# Championnat de France masculin de handball 2017-2018
Navigation
Starligue 2016-2017 Starligue 2018-2019
Le championnat de France masculin de handball 2017-2018 est la soixante-sixième édition de cette compétition et la deuxième sous la dénomination de Lidl Starligue. Il s'agit du plus haut niveau du championnat de France de ce sport.
Quatorze clubs participent à cette édition de la compétition, les douze premiers du précédent championnat ainsi que deux clubs promus de Proligue, le champion de France (Tremblay-en-France Handball) et le vainqueur des barrages d'accession (Massy Essonne Handball).
Lors de cette saison, cinq clubs ont grandement représenté la France dans les deux principales coupes européennes. En Ligue des champions, Montpellier (vainqueur), Nantes (finaliste) et Paris (3e) réalisent un triplé historique. En Coupe de l'EHF, Saint-Raphaël réalisé également une belle performance en atteignant la finale de la compétition, Chambéry ayant été éliminé en quart de finale.
Au terme de la saison, le Paris Saint-Germain Handball remporte son cinquième titre de champion de France, le quatrième consécutif. Montpellier, leader de la 8e à la 24e journée, a cédé sa première place après une défaite à Saint-Raphaël, cinq jours avant sa victoire en Ligue des champions. Le Handball Club de Nantes complète le podium. En bas du classement, le Saran Loiret Handball et le Massy Essonne Handball sont relégués en Proligue.

## Modalités

### Calendrier
Les principales dates du calendrier du championnat sont :
- 1er et 2 septembre 2017 : Trophée des champions
- 8 septembre 2017 : premier tour de la Coupe de la Ligue (Paris, Nantes, Montpellier et Saint-Raphaël exemptés).
- 13 et 14 septembre 2017 : 1re journée du championnat
- 20 décembre 2017 : 13e journée du championnat (fin des matchs aller)
- du 21 décembre au 14 février 2018 : trève internationale (Championnat d'Europe)
- 17 et 18 mars 2018 : Final-Four de la Coupe de la Ligue
- 5 mai 2018 : finale de la Coupe de France
- 26 et 27 mai 2018 : Final-Four de la Ligue des champions
- 30 mai 2018 : 26e et dernière journée du championnat.

### Clubs participants
| \| Aix-en-P. Nîmes Chambéry Montpellier Dunkerque Saint- · Raphaël Nantes Cesson-Sévigné Toulouse Saran Paris Ivry Tremblay Massy \| Localisation des clubs engagés dans le championnat. · En rouge, le champion. |
| Aix-en-P. Nîmes Chambéry Montpellier Dunkerque Saint- · Raphaël Nantes Cesson-Sévigné Toulouse Saran Paris Ivry Tremblay Massy                                                                                    |

Légende des couleurs
- Phase de groupes de la Ligue des champions 2017-2018
- Qualifié pour la Coupe de l'EHF 2017-2018
- Promu de Proligue 2016-2017

| Club                                | Classement 2016-2017 | Entraîneur                     | Salle                                                                | Capacité théorique | Saisons en D1 |
| ----------------------------------- | -------------------- | ------------------------------ | -------------------------------------------------------------------- | ------------------ | ------------- |
| Paris Saint-Germain Handball        | 1er                  | Zvonimir Serdarušić            | Stade Pierre-de-Coubertin Halle Georges-Carpentier                   | 4 016 4 272        | 30e           |
| Handball Club de Nantes             | 2e                   | Thierry Anti                   | Salle de la Trocardière Hall XXL de la Beaujoire                     | 4 500 11 019       | 10e           |
| Montpellier Handball                | 3e                   | Patrice Canayer                | Palais des sports René-Bougnol Sud de France Arena                   | 3 000 9 853        | 23e           |
| Saint-Raphaël Var Handball          | 4e                   | Joël da Silva                  | Palais des sports Jean-François-Krakowski                            | 2 000              | 12e           |
| Chambéry Savoie Mont-Blanc Handball | 5e                   | Ivica Obrvan Laurent Busselier | Le Phare                                                             | 4 500              | 24e           |
| Dunkerque Handball Grand Littoral   | 6e                   | Patrick Cazal                  | Salle Dewerdt                                                        | 2 500              | 27e           |
| Fenix Toulouse Handball             | 7e                   | Philippe Gardent               | Palais des sports André-Brouat                                       | 3 751              | 22e           |
| Pays d'Aix Université Club handball | 8e                   | Jérôme Fernandez               | Arena du Pays d'Aix Complexe du Val de l'Arc                         | 6 004 1 200        | 06e           |
| Union sportive d'Ivry               | 9e                   | Rastko Stefanovič              | Gymnase Auguste-Delaune                                              | 1 500              | 60e           |
| USAM Nîmes Gard                     | 10e                  | Franck Maurice                 | Le Parnasse                                                          | 4 191              | 31e           |
| Cesson Rennes Métropole Handball    | 11e                  | Yérime Sylla                   | Palais des sports de la Valette Parc des expositions de Rennes       | 1 400 5 500        | 09e           |
| Saran Loiret Handball               | 12e                  | Fabien Courtial                | Halle du Bois Joly Palais des sports d'Orléans                       | 850 3 222          | 02e           |
| Tremblay-en-France Handball         | 1er (D2)             | Benjamin Braux                 | Palais des sports                                                    | 1 020              | 12e           |
| Massy Essonne Handball              | 2e (D2)              | Tarik Hayatoune                | Centre Pierre-de-Coubertin, Massy Gymnase Mares-Yvon, St-Michel/Orge | 800 2 000          | 05e           |

### Modalités de classement et de qualifications européennes
La Lidl Starligue est organisée en une poule unique de 14 clubs avec matchs aller - retour. Une équipe marque 2 points pour une victoire, 1 point pour un match nul et 0 point pour une défaite. Le titre de champion de Lidl Starligue est attribué à l'équipe qui obtient le plus de points à l'issue de la saison. Les 2 équipes les moins bien classées à l'issue de la saison sont reléguées en Proligue.
En cas d'égalité entre deux ou plusieurs équipes à l'issue de la compétition, leur classement est établi en tenant compte des facteurs suivants :
1. Le nombre de points à l'issue de la compétition dans les rencontres ayant opposé les équipes à égalité entre elles ;
2. La différence entre les buts marqués et les buts encaissés dans les rencontres ayant opposé les équipes à égalité entre elles ;
3. Le plus grand nombre de buts marqués à l'extérieur dans les rencontres ayant opposé les équipes à égalité entre elles ;
4. La différence entre les buts marqués et les buts encaissés sur l'ensemble des rencontres de la compétition ;
5. Le plus grand nombre de buts marqués sur l'ensemble des rencontres de la compétition ;
6. Le plus grand nombre de buts marqués à l'extérieur sur l'ensemble des rencontres de la compétition ;
7. tirage au sort effectué par la Commission d'Organisation des Compétitions.

Conformément au règlement de la Fédération européenne de handball (EHF) et Coefficient EHF pour la saison 2017/18 , les modalités de qualification en coupes d'Europe pour la saison 2017/2018 sont les suivantes :
- Le champion de France 2017/2018 est qualifié en Ligue des champions,
- Le vice-champion de France 2017/2018 et les vainqueurs des éditions 2017/2018 de la Coupe de la Ligue et de la Coupe de France sont qualifiés en Coupe de l'EHF. Si le vainqueur d'une de ces deux coupes est déjà qualifié via le championnat, cette place qualificative est réattribuée selon le classement du championnat (au troisième, etc.).

Les trois clubs qualifiés pour la Coupe de l'EHF ont la possibilité de déposer un dossier auprès de l'EHF pour obtenir une place en Ligue des champions, l'EHF statuera lors d'un comité exécutif sur la qualification de ces équipes pour cette dernière. De même, les clubs non qualifiés peuvent déposer un dossier auprès de l'EHF pour obtenir une place en Coupe de l'EHF.

## Budgets et salaires
Le budget et la masse salariale des clubs de D1, exprimée en millions d'Euros, est
| Clubs                               | Budgets  | Budgets         | Budgets   | Budgets      | Masse salariale | Masse salariale |
| Clubs                               | 2017-18  | Évolution       | Évolution | 2016-17      | 2017-18         | %               |
| ----------------------------------- | -------- | --------------- | --------- | ------------ | --------------- | --------------- |
| Paris Saint-Germain Handball        | 17,70 M€ | en augmentation | +1.7 %    | 17,41 M€     | 11,02 M€        | 62,3 %          |
| Montpellier Handball                | 7,52 M€  | en augmentation | +3.6 %    | 7,25 M€      | 3,37 M€         | 44,8 %          |
| Pays d'Aix Université Club handball | 6,31 M€  | en augmentation | +34.7 %   | 4,12 M€      | 2,49 M€         | 39,5 %          |
| Handball Club de Nantes             | 5,96 M€  | en augmentation | +17.2 %   | 4,93 M€      | 3,28 M€         | 55,0 %          |
| Saint-Raphaël Var Handball          | 4,18 M€  | en augmentation | +2.2 %    | 4,09 M€      | 2,88 M€         | 68,9 %          |
| Tremblay-en-France Handball         | 4,04 M€  | en augmentation | +11.6 %   | 3,57 M€ (D2) | 2,49 M€         | 61,6 %          |
| Dunkerque Handball Grand Littoral   | 4,01 M€  | en diminution   | -1.5 %    | 4,07 M€      | 2,30 M€         | 57,4 %          |
| Chambéry Savoie Mont-Blanc Handball | 3,94 M€  | en diminution   | -4.1 %    | 4,11 M€      | 2,16 M€         | 54,7 %          |
| Fenix Toulouse Handball             | 3,71 M€  | en augmentation | +4.7 %    | 3,53 M€      | 2,41 M€         | 65,0 %          |
| USAM Nîmes Gard                     | 3,32 M€  | en augmentation | +2.9 %    | 3,23 M€      | 1,90 M€         | 57,3 %          |
| Union sportive d'Ivry               | 2,89 M€  | en diminution   | -2.5 %    | 2,97 M€      | 1,67 M€         | 57,8 %          |
| Cesson Rennes Métropole Handball    | 2,55 M€  | en augmentation | +15.5 %   | 2,16 M€      | 1,49 M€         | 58,5 %          |
| Saran Loiret Handball               | 2,19 M€  | en augmentation | +11.0 %   | 1,95 M€      | 1,36 M€         | 61,8 %          |
| Massy Essonne Handball              | 1,77 M€  | en augmentation | +46.9 %   | 0,94 M€ (D2) | 0,82 M€         | 46,6 %          |
| Budget moyen                        | 5,01 M€  | en augmentation | +6.9 %    | 4,62 M€      | 2,82 M€         | 56,3 %          |
| Budget moyen (hors PSG)             | 4,03 M€  | en augmentation | +8.6 %    | 3,63 M€      | 2,20 M€         | 54,3 %          |

## Compétition

### Classement
Le classement final est :
|    | Équipe                        | Pts | J  | G  | N | P  | Bp  | Bc  | Diff | Dép  |
| -- | ----------------------------- | --- | -- | -- | - | -- | --- | --- | ---- | ---- |
| 1  | Paris Saint-Germain T C L     | 45  | 26 | 22 | 1 | 3  | 796 | 674 | 122  | +4b  |
| 2  | Montpellier Handball          | 45  | 26 | 22 | 1 | 3  | 767 | 642 | 125  | −4b  |
| 3  | HBC Nantes S                  | 37  | 26 | 17 | 3 | 6  | 814 | 726 | 88   | /    |
| 4  | Saint-Raphaël VHB             | 34  | 26 | 15 | 4 | 7  | 734 | 695 | 39   | /    |
| 5  | Pays d'Aix UCH                | 33  | 26 | 15 | 3 | 8  | 748 | 712 | 36   | /    |
| 6  | Dunkerque HGL                 | 32  | 26 | 15 | 2 | 9  | 689 | 687 | 2    | /    |
| 7  | Fenix Toulouse                | 27  | 26 | 13 | 1 | 12 | 777 | 785 | -8   | 35be |
| 8  | USAM Nîmes Gard               | 27  | 26 | 12 | 3 | 11 | 729 | 713 | 16   | 29be |
| 9  | Chambéry SMB HB               | 23  | 26 | 10 | 3 | 13 | 717 | 732 | -15  | /    |
| 10 | US Ivry                       | 16  | 26 | 7  | 2 | 17 | 653 | 742 | -89  | /    |
| 11 | Tremblay-en-France Handball P | 14  | 26 | 6  | 2 | 18 | 743 | 789 | -46  | /    |
| 12 | Cesson Rennes MHB             | 13  | 26 | 4  | 5 | 17 | 666 | 732 | -66  | /    |
| 13 | Saran Loiret HB               | 12  | 26 | 5  | 2 | 19 | 757 | 839 | -82  | /    |
| 14 | Massy Essonne Handball P      | 6   | 26 | 2  | 2 | 22 | 618 | 740 | -122 | /    |

Ligue des champions
- Champion et qualifié
- Invité sur dossier

Coupe de l'EHF
- Qualifié
- Invité sur dossier

Relégation en Proligue
- Relégué

Classement officiel
Abréviations
- T : Tenant du titre
- C : Vainqueur de la Coupe de France
- L : Vainqueur de la Coupe de la Ligue
- S : Vainqueur du Trophée des Champions
- P : Promus de Proligue en début de saison

Conformément aux modalités de classement :
- le Paris Saint-Germain Handball devance le Montpellier Handball selon le 2e critère, soit une différence de buts particulière de +4 en faveur de Paris (Montpellier 33-30 Paris et Paris 26-19 Montpellier),
- le Fenix Toulouse Handball devance l'USAM Nîmes Gard selon le 3e critère, Toulouse ayant marqué 35 buts à l'extérieur lors des confrontations directes (Toulouse 27-29 Nîmes et Nîmes 33-35 Toulouse).

### Évolution du classement
- Leader du classement

| MHB | PSG | PSG | PSG | PSG | PSG | PSG | MHB | MHB | MHB | MHB | MHB | MHB | MHB | MHB | MHB | MHB | MHB | MHB | MHB | MHB | MHB | MHB | MHB | PSG | PSG |
|     |     |     |     |     |     |     |     |     |     |     |     |     |     |     |     |     |     |     |     |     |     |     |     |     |     |
| 01  | 02  | 03  | 04  | 05  | 06  | 07  | 08  | 09  | 10  | 11  | 12  | 13  | 14  | 15  | 16  | 17  | 18  | 19  | 20  | 21  | 22  | 23  | 24  | 25  | 26  |

- Journée par journée

| Club        | 1  | 2  | 3  | 4  | 5  | 6  | 7  | 8  | 9  | 10 | 11 | 12 | 13 | 14 | 15 | 16 | 17 | 18 | 19 | 20 | 21 | 22 | 23 | 24 | 25 | 26 |
| ----------- | -- | -- | -- | -- | -- | -- | -- | -- | -- | -- | -- | -- | -- | -- | -- | -- | -- | -- | -- | -- | -- | -- | -- | -- | -- | -- |
| Aix         | 10 | 9  | 5  | 3  | 3  | 7  | 7  | 5  | 8  | 8  | 8  | 8  | 8  | 8  | 8  | 7  | 6  | 5  | 5  | 5  | 5  | 4  | 4  | 6  | 6  | 5  |
| Cesson      | 9  | 10 | 11 | 11 | 12 | 13 | 12 | 13 | 13 | 13 | 14 | 13 | 12 | 13 | 14 | 10 | 12 | 11 | 10 | 11 | 11 | 11 | 12 | 12 | 12 | 12 |
| Chambéry    | 14 | 13 | 13 | 14 | 14 | 14 | 14 | 10 | 10 | 11 | 9  | 9  | 9  | 9  | 9  | 9  | 9  | 9  | 9  | 9  | 9  | 9  | 9  | 9  | 9  | 9  |
| Dunkerque   | 7  | 5  | 4  | 6  | 5  | 4  | 5  | 6  | 5  | 6  | 7  | 7  | 5  | 6  | 7  | 6  | 7  | 7  | 7  | 7  | 7  | 6  | 6  | 5  | 5  | 6  |
| Ivry        | 12 | 12 | 10 | 7  | 8  | 8  | 9  | 9  | 9  | 9  | 10 | 10 | 10 | 10 | 10 | 11 | 10 | 10 | 11 | 10 | 10 | 10 | 11 | 11 | 11 | 10 |
| Massy       | 11 | 14 | 14 | 12 | 11 | 12 | 13 | 14 | 14 | 14 | 11 | 11 | 14 | 11 | 12 | 13 | 13 | 13 | 13 | 13 | 14 | 14 | 14 | 14 | 14 | 14 |
| Montpellier | 1  | 2  | 2  | 2  | 2  | 2  | 2  | 1  | 1  | 1  | 1  | 1  | 1  | 1  | 1  | 1  | 1  | 1  | 1  | 1  | 1  | 1  | 1  | 1  | 2  | 2  |
| Nantes      | 4  | 3  | 3  | 4  | 6  | 5  | 6  | 7  | 6  | 7  | 4  | 5  | 6  | 5  | 4  | 3  | 3  | 3  | 3  | 3  | 3  | 3  | 3  | 3  | 3  | 3  |
| Nîmes       | 2  | 8  | 6  | 5  | 4  | 3  | 3  | 2  | 2  | 2  | 2  | 2  | 2  | 3  | 5  | 5  | 4  | 6  | 6  | 6  | 6  | 7  | 7  | 7  | 7  | 8  |
| Paris SG    | 3  | 1  | 1  | 1  | 1  | 1  | 1  | 3  | 3  | 3  | 3  | 3  | 3  | 2  | 2  | 2  | 2  | 2  | 2  | 2  | 2  | 2  | 2  | 2  | 1  | 1  |
| St-Raphaël  | 8  | 6  | 8  | 10 | 10 | 9  | 8  | 8  | 7  | 5  | 5  | 4  | 4  | 4  | 3  | 4  | 5  | 4  | 4  | 4  | 4  | 5  | 5  | 4  | 4  | 4  |
| Saran       | 5  | 4  | 7  | 8  | 9  | 10 | 10 | 11 | 11 | 10 | 12 | 12 | 11 | 12 | 13 | 14 | 14 | 14 | 14 | 14 | 13 | 13 | 13 | 13 | 13 | 13 |
| Toulouse    | 6  | 7  | 9  | 9  | 7  | 6  | 4  | 4  | 4  | 4  | 6  | 6  | 7  | 7  | 6  | 8  | 8  | 8  | 8  | 8  | 8  | 8  | 8  | 8  | 8  | 7  |
| Tremblay    | 13 | 11 | 12 | 13 | 13 | 11 | 11 | 12 | 12 | 12 | 13 | 14 | 13 | 14 | 11 | 12 | 11 | 12 | 12 | 12 | 12 | 12 | 10 | 10 | 10 | 11 |

Légende :  : leader (1re place) —  : qualification européenne (2e place) —  : places de relégable (13e et 14e places)
En remportant la Coupe de la ligue entre les 17e et 18e journées, le Paris SG rend la 3e place qualificative pour les compétitions européennes tant qu'il figure parmi les deux premiers.
De même, sa victoire en Coupe de France entre les 23e et 24e journées, rend la 4e place qualificative à son tour, d'autant qu'il est alors assuré de terminer sur le podium.

### Matchs
| Résultats (dom.\ext.)                                      | Aix   | CesR  | Chamb | Dunk  | Ivry  | Massy | Montp | Nant  | Nîm   | PSG   | Saran | St-Ra | Trem  | Toul  |
| Pays d'Aix UCH                                             |       | 31-32 | 29-28 | 27-32 | 30-25 | 33-19 | 28-32 | 28-28 | 29-23 | 33-31 | 36-29 | 29-29 | 28-25 | 29-30 |
| Cesson Rennes MHB                                          | 16-19 |       | 22-30 | 21-25 | 26-26 | 28-23 | 23-28 | 27-33 | 23-24 | 28-34 | 29-30 | 26-28 | 30-30 | 28-32 |
| Chambéry SMB HB                                            | 29-30 | 32-24 |       | 26-26 | 29-23 | 27-24 | 21-30 | 25-29 | 28-28 | 24-32 | 33-24 | 24-28 | 33-29 | 23-27 |
| Dunkerque HGL                                              | 30-31 | 22-21 | 26-23 |       | 25-22 | 24-21 | 23-24 | 30-22 | 27-30 | 22-27 | 28-22 | 30-26 | 37-32 | 24-32 |
| US Ivry                                                    | 21-28 | 19-26 | 24-22 | 26-29 |       | 24-24 | 22-25 | 30-29 | 29-26 | 24-31 | 32-27 | 25-31 | 24-29 | 27-32 |
| Massy EHB                                                  | 30-36 | 21-21 | 31-32 | 20-23 | 24-28 |       | 15-21 | 22-28 | 29-23 | 24-27 | 25-23 | 25-36 | 20-29 | 26-30 |
| Montpellier HB                                             | 22-23 | 33-27 | 29-18 | 33-25 | 36-22 | 32-23 |       | 33-28 | 33-30 | 33-30 | 32-29 | 28-28 | 28-25 | 36-25 |
| HBC Nantes                                                 | 29-24 | 38-30 | 28-32 | 31-15 | 31-22 | 41-35 | 27-30 |       | 33-25 | 27-27 | 31-29 | 31-27 | 36-31 | 32-28 |
| USAM Nîmes Gard                                            | 25-25 | 29-18 | 25-31 | 31-25 | 29-25 | 27-25 | 24-28 | 29-29 |       | 26-24 | 30-23 | 25-26 | 30-21 | 33-35 |
| Paris SG                                                   | 33-22 | 32-25 | 30-26 | 32-29 | 30-22 | 33-17 | 26-19 | 31-29 | 30-29 |       | 40-31 | 27-25 | 25-23 | 38-30 |
| Saran Loiret                                               | 35-37 | 29-29 | 41-33 | 32-33 | 27-29 | 32-27 | 29-34 | 30-39 | 20-29 | 28-36 |       | 27-28 | 39-37 | 34-33 |
| St-Raphaël VHB                                             | 32-28 | 25-24 | 30-24 | 23-23 | 35-25 | 25-21 | 26-25 | 25-26 | 31-35 | 25-26 | 27-27 |       | 32-28 | 27-23 |
| Tremblay                                                   | 21-30 | 29-32 | 31-31 | 27-28 | 26-27 | 26-23 | 19-29 | 33-45 | 39-35 | 26-30 | 35-25 | 29-30 |       | 34-31 |
| Toulouse                                                   | 26-25 | 30-30 | 32-33 | 25-28 | 35-29 | 31-24 | 26-34 | 28-34 | 27-29 | 27-34 | 37-35 | 34-29 | 31-29 |       |
| - Victoire à domicile - Match nul - Victoire à l'extérieur |       |       |       |       |       |       |       |       |       |       |       |       |       |       |

## Statistiques et récompenses

### Élection du joueur du mois
Chaque mois, l'Association des joueurs professionnels de handball (AJPH) désigne trois joueurs parmi lesquels les internautes élisent le meilleur du mois en championnat :
| Mois      | Joueur                                           | Autres nommés                                    | Autres nommés                                    |
| --------- | ------------------------------------------------ | ------------------------------------------------ | ------------------------------------------------ |
| Septembre | Vincent Gérard (43 %, Montpellier Handball)      | Dylan Garain (38 %, Dunkerque HGL)               | Raphaël Caucheteux (19 %, Saint-Raphaël VHB)     |
| Octobre   | Julien Rebichon (73 % , USAM Nîmes Gard)         | Nicolas Tournat (16 %, HBC Nantes)               | Rémi Desbonnet (11 %, USAM Nîmes Gard)           |
| Novembre  | Valentin Porte (38 %, Montpellier Handball)      | David Balaguer (32 %, HBC Nantes)                | Rémi Desbonnet (30 %, USAM Nîmes Gard)           |
| Décembre  | Valentin Porte (48 %, Montpellier Handball)      | Nicolas Tournat (30 %, HBC Nantes)               | Aymeric Minne (22 %, Pays d'Aix UCH)             |
| Janvier   | Non décerné à cause du Championnat d'Europe 2018 | Non décerné à cause du Championnat d'Europe 2018 | Non décerné à cause du Championnat d'Europe 2018 |
| Février   | David Balaguer (66 %, HBC Nantes)                | Raphaël Caucheteux (20 %, Saint-Raphaël VHB)     | Nikola Karabatic (14 %, Paris Saint-Germain)     |
| Mars      | Melvyn Richardson (42 %, Montpellier Handball)   | Nedim Remili (37 %, Paris Saint-Germain)         | Fahrudin Melić (21 %, Chambéry SMB HB)           |
| Avril     | Melvyn Richardson (47 %, Montpellier Handball)   | Gaël Tribillon (30 %, Fenix Toulouse Handball)   | Gabriel Loesch (23 %, Pays d'Aix UCH)            |
| Mai       | Baptiste Butto (43 %, Dunkerque HGL)             | Daniel Sarmiento (30 %, Saint-Raphaël VHB)       | Rodrigo Corrales (27 %, Paris Saint-Germain)     |

### Meilleurs handballeurs de la saison
| Gérard Guigou Tournat Balaguer Truchanovičius Karabatic Gurbindo Meilleur joueur : Nikola Karabatic Meilleur espoir : Samir Bellahcene Meilleur entraîneur : Patrice Canayer Meilleur défenseur : Rock Feliho |
| Équipe-type du Championnat 2017-2018 |
| Gérard Guigou Tournat Balaguer Truchanovičius Karabatic Gurbindo Meilleur joueur : Nikola Karabatic Meilleur espoir : Samir Bellahcene Meilleur entraîneur : Patrice Canayer Meilleur défenseur : Rock Feliho |

La liste des nommés pour les Trophées LNH 2018 a été dévoilé le 16 mai. L'équipe-type a été révélée le 24 mai (soit deux jours avant la finale à quatre de la Ligue des champions), tandis que le choix du meilleur joueur, du meilleur espoir et de l'entraîneur de l'année est annoncé le 1er juin.
Nikola Karabatic est élu pour la quatrième fois meilleur joueur de la saison tandis que les Montpellierains Michaël Guigou et Patrice Canayer sont désignés dans l'équipe-type pour respectivement la dixième fois et la huitième fois. Hormis Samir Bellahcene, le gardien de but du Massy Essonne Handball, qui a été élu meilleur espoir, toutes les récompenses ont été décernées à des joueurs des trois clubs français ayant terminé aux trois premières places en Ligue des champions : Montpellier, Nantes et Paris. À noter également qu'un seul joueur du champion France, Paris, apparaît au palmarès (Nikola Karabatic à la fois meilleur joueur et meilleur demi-centre) et que 8 des 11 récompenses ont été attribuées à des français.
| Catégorie                                                | Joueur                                      | Catégorie              | Joueur                                      |
| Meilleur joueur : Nikola Karabatic (Paris Saint-Germain) |                                             |                        |                                             |
| Meilleur gardien de but                                  | Vincent Gérard (Montpellier Handball)       | Meilleur défenseur     | Rock Feliho (HBC Nantes)                    |
| Meilleur gardien de but                                  | Samir Bellahcene (Massy Essonne Handball)   | Meilleur défenseur     | Karl Konan (Pays d'Aix UCH)                 |
| Meilleur gardien de but                                  | Rémi Desbonnet (USAM Nîmes Gard)            | Meilleur défenseur     | Jonas Truchanovičius (Montpellier Handball) |
| Meilleur ailier gauche                                   | Michaël Guigou (Montpellier Handball)       | Meilleur ailier droit  | David Balaguer (HBC Nantes)                 |
| Meilleur ailier gauche                                   | Raphaël Caucheteux (Saint-Raphaël VHB)      | Meilleur ailier droit  | Fahrudin Melić (Chambéry SMB HB)            |
| Meilleur ailier gauche                                   | Uwe Gensheimer (Paris Saint-Germain)        | Meilleur ailier droit  | Mohamed Sanad (USAM Nîmes Gard)             |
| Meilleur arrière gauche                                  | Jonas Truchanovičius (Montpellier Handball) | Meilleur arrière droit | Eduardo Gurbindo (HBC Nantes)               |
| Meilleur arrière gauche                                  | Haniel Langaro (Dunkerque HGL)              | Meilleur arrière droit | Valentin Porte (Montpellier Handball)       |
| Meilleur arrière gauche                                  | Sander Sagosen (Paris Saint-Germain)        | Meilleur arrière droit | Nedim Remili (Paris Saint-Germain)          |
| Meilleur demi-centre                                     | Nikola Karabatic (Paris Saint-Germain)      | Meilleur pivot         | Nicolas Tournat (HBC Nantes)                |
| Meilleur demi-centre                                     | Aymeric Minne (Pays d'Aix UCH)              | Meilleur pivot         | Ludovic Fabregas (Montpellier Handball)     |
| Meilleur demi-centre                                     | Diego Simonet (Montpellier Handball)        | Meilleur pivot         | Luka Karabatic (Paris Saint-Germain)        |
| Meilleur espoir                                          | Samir Bellahcene (Massy Essonne Handball)   | Meilleur entraîneur    | Patrice Canayer (Montpellier Handball)      |
| Meilleur espoir                                          | Karl Konan (Pays d'Aix UCH)                 | Meilleur entraîneur    | Thierry Anti (HBC Nantes)                   |
| Meilleur espoir                                          | Aymeric Minne (Pays d'Aix UCH)              | Meilleur entraîneur    | Franck Maurice (USAM Nîmes Gard)            |
| Meilleur espoir                                          | Elohim Prandi (USAM Nîmes Gard)             | Meilleur entraîneur    | -                                           |
| Meilleur espoir                                          | Gaël Tribillon (Fenix Toulouse)             | Meilleur entraîneur    | -                                           |

### Meilleurs buteurs
À l'issue de la compétition, les meilleurs buteurs sont :
| #  | Joueur                  | Club                   | Buts / Tirs | % Tir   | MJ | BPM  | Ch.       | 7m        |
| -- | ----------------------- | ---------------------- | ----------- | ------- | -- | ---- | --------- | --------- |
| 1  | Raphaël Caucheteux      | Saint-Raphaël VHB      | 167 / 237   | 70,46 % | 26 | 6,42 | 104 / 152 | 63 / 85   |
| 2  | Nemanja Ilić            | Fenix Toulouse         | 146 / 200   | 73,00 % | 25 | 5,84 | 87 / 126  | 59 / 74   |
| 3  | Matthieu Drouhin        | Saran Loiret Handball  | 140 / 179   | 78,21 % | 24 | 5,83 | 35 / 58   | 105 / 121 |
| 4  | Fahrudin Melić          | Chambéry SMB HB        | 137 / 190   | 72,11 % | 22 | 6,23 | 66 / 98   | 71 / 92   |
| 5  | Baptiste Butto          | Dunkerque HGL          | 133 / 185   | 71,89 % | 25 | 5,32 | 69 / 108  | 64 / 77   |
| 6  | Mikkel Hansen           | Paris Saint-Germain    | 127 / 191   | 66,49 % | 23 | 5,52 | 63 / 119  | 64 / 72   |
| 7  | David Balaguer          | HBC Nantes             | 123 / 182   | 67,58 % | 24 | 5,13 | 94 / 149  | 29 / 33   |
| 8  | Nicolas Tournat         | HBC Nantes             | 117 / 150   | 78,00 % | 26 | 4,50 | 117 / 150 | 0 / 0     |
| 9  | Uwe Gensheimer          | Paris Saint-Germain    | 115 / 144   | 79,86 % | 23 | 5,00 | 89 / 111  | 26 / 33   |
| 10 | Jean-Jacques Acquevillo | Saran Loiret Handball  | 112 / 211   | 53,08 % | 26 | 4,31 | 112 / 211 | 0 / 0     |
| 11 | Nedim Remili            | Paris Saint-Germain    | 110 / 199   | 55,28 % | 25 | 4,40 | 108 / 194 | 2 / 5     |
| 12 | Haniel Langaro          | Dunkerque HGL          | 107 / 222   | 48,20 % | 25 | 4,28 | 107 / 222 | 0 / 0     |
| 13 | Ibrahima Sall           | Massy Essonne Handball | 104 / 233   | 44,64 % | 26 | 4,00 | 76 / 192  | 28 / 41   |
| 14 | Daniel Sarmiento        | St-Raphaël VHB         | 103 / 159   | 64,78 % | 25 | 4,12 | 67 / 113  | 36 / 46   |
| 15 | Adrien Dipanda          | St-Raphaël VHB         | 103 / 185   | 55,68 % | 26 | 3,96 | 93 / 174  | 10 / 11   |
| 16 | Samuel Honrubia         | Tremblay-en-France     | 102 / 143   | 71,33 % | 24 | 4,25 | 69 / 100  | 33 / 43   |
| 17 | Micke Brasseleur        | US Ivry                | 102 / 208   | 49,04 % | 24 | 4,25 | 102 / 208 | 0 / 0     |
| 18 | Gabriel Loesch          | Pays d'Aix UCH         | 101 / 138   | 73,19 % | 26 | 3,88 | 38 / 60   | 63 / 78   |
| 19 | Allan Villeminot        | Cesson Rennes MHB      | 101 / 170   | 59,41 % | 24 | 4,21 | 71 / 130  | 30 / 40   |
| 20 | Eduardo Gurbindo        | HBC Nantes             | 100 / 151   | 66,23 % | 25 | 4,00 | 69 / 114  | 31 / 37   |

Raphaël Caucheteux, meilleur buteur de l'histoire du championnat avec 1532 buts, termine en tête des buteurs de cette saison en en ayant inscrit 167. Nicolas Tournat est le meilleur buteur dans le champ avec 117 réalisations tandis que Matthieu Drouhin a marqué le plus de buts sur jets de 7 mètres avec  105 réalisations. Enfin, avec une efficacité de 79,86 %, Uwe Gensheimer présente le plus haut taux de réussite au tir.

### Meilleurs gardiens de buts
À l'issue de la compétition, les meilleurs gardiens de buts de la saison sont :
| #  | Joueur                 | Club                    | Arrêts / Tirs | % arrêts | MJ | APM   | Ch.       | 7 m     | Buts inscrits |
| -- | ---------------------- | ----------------------- | ------------- | -------- | -- | ----- | --------- | ------- | ------------- |
| 1  | Rémi Desbonnet         | USAM Nîmes Gard         | 322 / 932     | 34,55 %  | 26 | 12,38 | 314 / 859 | 8 / 73  | 4             |
| 2  | Samir Bellahcene       | Massy Essonne Handball  | 299 / 866     | 34,53 %  | 26 | 11,50 | 286 / 791 | 13 / 75 | 1             |
| 3  | Vincent Gérard         | Montpellier Handball    | 265 / 773     | 34,28 %  | 25 | 10,60 | 253 / 692 | 12 / 81 | 4             |
| 4  | Patrice Annonay        | Tremblay-en-France      | 226 / 786     | 28,75 %  | 26 | 8,69  | 212 / 722 | 14 / 64 | 2             |
| 5  | Yassine Idrissi        | Fenix Toulouse Handball | 217 / 732     | 29,64 %  | 24 | 9,04  | 204 / 661 | 13 / 71 | 2             |
| 6  | Kévin Bonnefoi         | Cesson Rennes MHB       | 208 / 649     | 32,05 %  | 25 | 8,32  | 194 / 569 | 14 / 80 | 2             |
| 7  | François-Xavier Chapon | US Ivry                 | 207 / 676     | 30,62 %  | 26 | 7,96  | 190 / 597 | 17 / 79 | 2             |
| 8  | Cyril Dumoulin         | HBC Nantes              | 206 / 578     | 35,64 %  | 26 | 7,92  | 195 / 531 | 11 / 47 | 0             |
| 9  | Mihai Popescu          | St-Raphaël VHB          | 205 / 646     | 31,73 %  | 25 | 8,20  | 198 / 601 | 7 / 45  | 4             |
| 10 | Miroslav Kočić         | Saran Loiret Handball   | 195 / 758     | 25,73 %  | 25 | 7,80  | 182 / 678 | 13 / 82 | 0             |
| 11 | Thierry Omeyer         | Paris Saint-Germain     | 186 / 575     | 32,35 %  | 26 | 7,15  | 168 / 497 | 18 / 78 | 2             |
| 12 | Oleg Grams             | Dunkerque HGL           | 181 / 590     | 30,68 %  | 26 | 6,96  | 168 / 519 | 13 / 71 | 1             |
| 13 | Julien Meyer           | Chambéry SMB HB         | 169 / 553     | 30,56 %  | 26 | 6,50  | 154 / 489 | 15 / 64 | 1             |
| 14 | Rodrigo Corrales       | Paris Saint-Germain     | 166 / 426     | 38,97 %  | 26 | 6,38  | 155 / 375 | 11 / 51 | 1             |
| 15 | Jože Baznik            | Pays d'Aix UCH          | 144 / 488     | 29,51 %  | 25 | 5,76  | 125 / 418 | 19 / 70 | 3             |
| 16 | Arnaud Siffert         | HBC Nantes              | 137 / 478     | 28,66 %  | 23 | 5,96  | 120 / 427 | 17 / 51 | 1             |
| 17 | Yann Genty             | Chambéry SMB HB         | 132 / 447     | 29,53 %  | 22 | 6,00  | 124 / 402 | 8 / 45  | 2             |
| 18 | Jef Lettens            | Cesson Rennes MHB       | 126 / 387     | 32,56 %  | 26 | 4,85  | 113 / 329 | 13 / 58 | 0             |
| 19 | Wesley Pardin          | Pays d'Aix UCH          | 106 / 367     | 28,88 %  | 16 | 6,63  | 93 / 330  | 13 / 37 | 0             |
| 20 | William Annotel        | Dunkerque HGL           | 103 / 365     | 28,22 %  | 22 | 4,68  | 94 / 316  | 9 / 49  | 0             |

Le Nîmois Rémi Desbonnet est le gardien de but qui a fait le plus d'arrêts (322) mais qui a également subi le plus grand nombre de tirs (932). Avec 38,97 % d'arrêts, le Parisien Rodrigo Corrales présente la meilleure efficacité, devancant nettement Cyril Dumoulin (35,64 %) et Rémi Desbonnet (34,55 %). Enfin, le Montpelliérain Vincent Gérard a été élu meilleur gardien de la saison.

## Bilan de la saison
| Tableau d'honneur de la saison 2017-2018   |                                     |                                               |
| Compétition                                | Vainqueur                           | Commentaire                                   |
| Championnat de France                      | Paris Saint-Germain                 | 5e victoire                                   |
| Trophée des champions                      | HBC Nantes                          | 1re victoire                                  |
| Coupe de la Ligue                          | Paris Saint-Germain                 | 2e victoire                                   |
| Coupe de France                            | Paris Saint-Germain                 | 4e victoire                                   |
| Bilan en coupes d'Europe 2017-2018         |                                     |                                               |
| Compétition                                | Qualifiés                           | Commentaire                                   |
| Ligue des champions, poule haute           | Paris Saint-Germain                 | 3e place                                      |
| Ligue des champions, poule haute           | Handball Club de Nantes             | Finale                                        |
| Ligue des champions, poule basse           | Montpellier Handball                | Vainqueur                                     |
| Coupe de l'EHF                             | Saint-Raphaël Var Handball          | Finale                                        |
| Coupe de l'EHF                             | Chambéry Savoie Mont-Blanc Handball | éliminé en 1/4 de finale                      |
| Qualifications européennes 2018-2019       |                                     |                                               |
| Compétition                                | Qualifiés                           | Commentaire                                   |
| Ligue des champions, poule haute           | Paris Saint-Germain Handball        | Champion de France                            |
| Ligue des champions, poule haute           | Montpellier Handball                | 2e du championnat (invité)                    |
| Ligue des champions, poule haute           | Handball Club de Nantes             | 3e du championnat (invité)                    |
| Coupe de l'EHF                             | Saint-Raphaël Var Handball          | 4e du championnat                             |
| Coupe de l'EHF                             | Pays d'Aix Université Club handball | 5e du championnat (invité, 1re participation) |
| Promotions et relégations                  |                                     |                                               |
| Relégués en Championnat de France de D2    | Saran Loiret Handball               | Après 2 saisons en D1                         |
| Relégués en Championnat de France de D2    | Massy Essonne Handball              | Après 1 saison en D1                          |
| Promu : Champion de France de D2           | Istres Provence Handball            | Retour après 3 saisons en D2                  |
| Promu : Vainqueur des barrages d'accession | Pontault-Combault Handball          | Retour après 10 saisons en D2                 |

Cette fin de saison est également marquée par la retraite sportive d'un certain nombre de joueurs emblématiques du championnat, que ce soit par leur durée dans un club ou leur palmarès :
Wissem Hmam, Geoffroy Krantz, Slaviša Đukanović, Aurélien Abily, Benjamin Gille, Grégoire Detrez, François-Xavier Chapon, Guillaume Saurina, Michael Grocault et Daniel Narcisse.

## Qualification sur dossier en coupe d’Europe 2018-2019
| Équipe               | Statut                                                   | Décision                                          |
| -------------------- | -------------------------------------------------------- | ------------------------------------------------- |
| Montpellier Handball | 2e du Championnat et vainqueur de la Ligue des champions | : retenu en poule haute de la Ligue des champions |
| HBC Nantes           | 3e du Championnat et finaliste de la Ligue des champions | : retenu en poule haute de la Ligue des champions |
| Pays d'Aix UCH       | 5e du Championnat                                        | : retenu en Coupe de l'EHF                        |
| Dunkerque HGL        | 6e du Championnat                                        | : non retenu en Coupe de l'EHF                    |